# Jorge Donn
Jorge Donn   (El Palomar, 28 de febrer de 1947 - Lausana, 30 de novembre de 1992)  va ser un ballarí argentí considerat com una de les més grans icoens de la dansa del segle XX. Interpretà i inspirà de l'art coreogràfic de Maurice Béjart i partenaire de ballarines russes com Maia Plisétskaia i Natalia Makarova.

## Biografia
Els seus pares, la mare immigrant  d'origen ucraïnèsà, Rosa Donn, i el pare argentí, Mauricio Itovich. A més de Jorge, hi havia tres nens a la família; un dels nebots, Aliocha Itovich, es va fer famós al cinema europeu i ara viu a París.
Es va formar a l'Institut Superior d'Art del Teatre Colón (Buenos Aires) amb Rina Valverde. El 1962 va estudiar amb la professora de dansa Maria Fux (1922-2023). El 1963 es va mudar a Brussel·les, on va ingressar al Ballet del Segle XX, la companyia de ballet de Maurice Béjart, on va adquirir fama internacional.
En aquella època, el jove de Buenos Aires era tot energia, bellesa i ductilitat. Formava part principal d'una quadriga exemplar i enlluernadora, amb Paolo Bortoluzzi, Luc Bouy, Germinal Casado i Víctor Ullate, que eren alguns dels abanderats d'aquella màxima béjartiana tan polèmica com popular: «La dansa és l'home». Al costat de la brasilera Marcia Haydée, Donn representa els llatinoamericans que van aconseguir instal·lar-se per dret propi i talent a l'elit europea del ballet just en el seu moment d'expansió a la segona meitat del segle XX.
Entre els seus més memorables treballs, es troben el Bolero de Ravel (1979), 1789 i nous, Lettre à un jeune danseur, Bhakti Nijinsky, pallasso de Déu i altres que el van convertir en l'estrella del grup. El 1981 va participar a la pel·lícula del director francès Claude Lelouch Les Uns et les Autres  amb James Caan i Geraldine Chaplin.
A partir del 1976 va ser el director artístic del Ballet del segle XX i el 1988 va formar la seva pròpia companyia, L’Europa Ballet. El 1979, va rebre el Dance Magazine Award, el premi més prestigiós de la dansa. El 1989, va ser premiat per la Fundació Konex com un dels 5 millors ballarins de la història a l'Argentina fins avui. El 1983 va participar en la publicitat de l'automòbil Renault 18.

### Darrera actuació i mort
A Jorge Donn se'l va veure per última vegada a Madrid el 1986, al Palau d'Esports de la Comunitat, quan va fer precisament el Bolero i un fragment de Diva dins d'un Festival de tardor. La seva última aparició pública va ser el mes de juny d'aquell any dins del modest festival de Sens, a prop de París. Des dels anys vuitanta, Jorge Donn va intentar diverses aventures en solitari i de mica en mica es va allunyar de la seva companyia mare, entenent d'una manera discreta que el relleu generacional li havia arribat allunyant-se de l'òptica del seu mestre Béjart. Va fundar el ballet de Verdún, que va durar poc, i després va fer gires breus al capdavant d'una petita companyia on alternava fragments del seu repertori històric de cambra amb les seves pròpies creacions. En aquesta aventura va conservar tant sí com no el ballet Nijinsky Clown de Déu i va tornar el 1989 a la seva Argentina natal. Va ballar també a Milà, Brussel·les i altres ciutats europees en un intent que ja semblava desesperat de recuperar l'esperit d'abans, però el temps i la malaltia hi jugaven en contra.
Donn va morir a causa de complicacions per sida el 30 de novembre o 1 de desembre del 1992 a Lausana (Suïssa), als 45 anys.

## Reconeixements
Va ser homenatjat per molts coreògrafs: Maurice Béjart amb el seu Ballet per la vida (o El presbiteri no ha perdut res del seu encant ni el jardí de la seva esplendor), Denys Ganio (Tango… una rosa per a Jorge Donn), Carolyn Carlson (Homenatge a Jorge Donn), Grazia Galante (Masticando Sueños).
Al seu barri de naixement, Ciudad Jardín, un passatge va ser nomenat de nou amb el seu nom.